# Carmen Molina
Carmen Molina (Ciudad de México, 20 de enero de 1920 - Ciudad de México, 17 de octubre de 1998), fue una actriz, cantante y bailarina mexicana.

## Biografía y carrera
Carmen Molina nació en la Ciudad de México en 1920. Estudió en el colegio de Nuestra Señora de los Ángeles y  debutó como actriz en el cine a los 16 años de edad con un pequeño papel en la película ¿Qué hago con la criatura? (1936). Sus siguientes proyectos la harían trabajar con actores como Cantinflas, Emilio Fernández, Sara García, Gloria Marin, Julián Soler y Pedro Armendáriz, en películas como:  No te engañes corazón (1937), Adiós Nicanor (1937), La gallina clueca (1941) y Simón Bolívar (1942). En 1944, trabajó en la producción estadounidense de Walt Disney, Los tres caballeros, una película que combinaba animación con actores reales. El año siguiente  apareció en la película Song of México, pero pese a estas oportunidades en México no logra ser protagonista total y se conforma con hacer papeles de reparto en los que demuestra su calidad de actriz, como sucedió con la película Las mañanitas (1948), protagonizada por la pareja de la vida real que formaban Esther Fernández, una de las mayores divas de la década anterior, y Antonio Badú. Por esta participación recibe nominación al Ariel, perdiendo ante Columba Domínguez por su participación en Maclovia. Otras intervenciones importantes fueron en cintas como Soy charro de levita (1949) protagonizada por Tin Tan y Rosita Quintana, Hipócrita (1949), alternando con Leticia Palma y Antonio Badú, Vino el remolino y nos alevantó (1950), No desearás a la mujer de tu hijo (1950), con Pedro Infante y Fernando Soler y El hombre sin rostro (1950) con Arturo de Córdova.
Decepcionada por no recibir las oportunidades estelares que sentía merecía, toma el teatro como refugio y se despide del cine con la película El mártir del calvario (1952), vuelve diez años después convencida por su amigo Mario Moreno Cantinflas para una participación en una de sus películas —El extra—, después haría participaciones menores. En televisión tuvo sus mayores éxitos, participando en telenovelas y teatro por televisión; en 1961 fue elegida como la actriz más destacada y posteriormente como la mejor actriz.

## Filmografía
- Naná (1985)
- Los dos carnales (1983)
- Lagunilla 2 (1982) Hortensia
- Lagunilla, mi barrio (1981) Hortensia Braniff
- El extra (1962) Actriz, Margarita Gautier
- Twist, locura de juventud (1962) Tía Rita
- El mártir del calvario (1952)
- El hombre sin rostro (1950) Ana María
- Vino el remolino y nos alevantó (1950) Toña Ramírez
- No desearás la mujer de tu hijo (1949)
- Carta Brava (1949)
- Soy charro de levita (1949) Carmelita
- Hipócrita (1949) Aurora
- Cuatro vidas (1949)
- Dueña y señora (1948) Toña joven
- Las mañanitas (1948)
- La bien pagada (1948) Julieta Rute
- Los tres caballeros (1944)
- Simón Bolívar (1942) María Teresa
- La gallina clueca (1941) Pita
- No te engañes (1937) Carmen
- Adiós Nicanor (1937) Lupe
- ¿Qué hago con la criatura? (1936) Rosa, esposa de Juan

## Reconocimientos

### Premios Ariel
| Año  | Categoría            | Película      | Resultado |
| ---- | -------------------- | ------------- | --------- |
| 1949 | Coactuación Femenina | Las mañanitas | Nominada  |